# Chevron (geslacht)
Chevron is een mosdiertjesgeslacht uit de familie van de Phidoloporidae en de orde Cheilostomatida. De wetenschappelijke naam ervan is in 1989 voor het eerst geldig gepubliceerd door Gordon.

## Soorten
- Chevron prestoni Gordon, 1989
- Chevron winifredae Gordon, 1989